# Komárno
Komárno (cómaarno, nombre oficial en eslovaco; Komárom en húngaro) es una ciudad situada en la ribera de los ríos Danubio y Váh, distrito de Komárno, en la región de Nitra, en el sur de Eslovaquia. Se encuentra en la frontera con Hungría, frente al Komárom húngaro. Para distinguirla de este último, en húngaro se usan también los topónimos coloquiales de Révkomárom (Komárom Puerto), Öregkomárom (Viejo Komárom) y Észak-Komárom (Komárom del Norte). 
La actual ciudad de Komárno es la parte septentrional de la antigua ciudad unificada de Komárom, que fue dividida y repartida entre Hungría y Checoslovaquia (ahora Eslovaquia) tras la Primera Guerra Mundial, en 1920, como consecuencia del Tratado de Trianon. Anteriormente, en el año 1892, las localidades húngaras de Komárom, en la orilla izquierda del Danubio, y Újszőny, en la orilla derecha, habían sido unidas mediante un puente de hierro, y en 1896 se unificaron justamente con el nombre de Komárom. Tras la división, la parte que quedó en la zona húngara siguió llevando como único nombre oficial el húngaro Komárom, mientras que la otra parte, en Eslovaquia, en eslovaco recibió el topónimo de Komárno.  
Conectadas por dos puentes, las dos ciudades han sido un paso fronterizo habitual hasta que ambos países entraron a formar parte del espacio Schengen. 
Komárno es el principal puerto eslovaco en el Danubio, así como el centro de la comunidad húngara en Eslovaquia, ya que aproximadamente el 60% de la población tiene ese origen.

## Demografía
| Año        | 1994   | 2004    | 2014    | 2024    |
| ---------- | ------ | ------- | ------- | ------- |
| Población  | 37 941 | 36 731  | 34 461  | 31 880  |
| Diferencia |        | −3,18 % | −6,18 % | −7,48 % |

| Año        | 2023   | 2024    |
| ---------- | ------ | ------- |
| Población  | 32 114 | 31 880  |
| Diferencia |        | −0,72 % |

## Personajes célebres
- Mór Jókai, escritor.
- Hans Selye, fisiólogo y médico austrohúngaro.
- Franz Lehár, compositor de operetas.
- Szilárd Németh, futbolista.
- Tamás Priskin, futbolista.
- Ivan Reitman, director de cine canadiense

## Ciudades hermanadas
La ciudad de Komárno está hermanada con:
- Blansko, República Checa
- Komárom, Hungría
- Kralupy nad Vltavou, República Checa
- Lieto, Finlandia
- Sebeş, Rumanía
- Terezin, República Checa
- Weissenfels, Alemania